# (883) Маттерания
883 Маттерания (883 Matterania) — астероид Главного астероидного пояса. Открыт 14 сентября 1917 года немецким астрономом Максимилианом Вольфом в обсерватории Хайдельберг-Кёнигштуль, Германия.
Астероид назван в честь производителя фотографических пластинок Августа Маттера (нем. August Matter), который безвозмездно подарил большое количество фотопластинок Гейдельбергской обсерватории. Фабрика Маттера была разрушена во время Второй мировой войны.
Астероид не пересекает орбиту Земли и обращается вокруг Солнца за 3,35 юлианских лет.

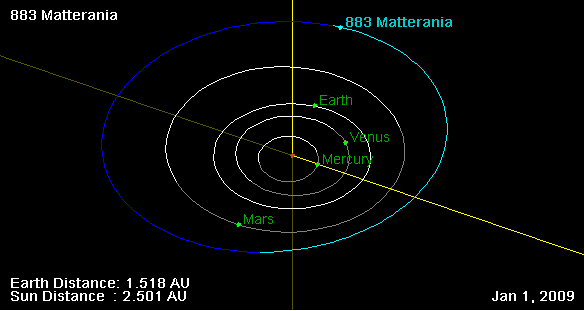
Орбита астероида Маттерания, и его положение в Солнечной системе на 01.01.2009 г. Рисунок NASA JPL Small Body Orbit Viewer applet